# Bisbat suburbicari d'Òstia
El bisbat suburbicari d'Òstia és una seu de l'Església Catòlica sufragània de la diòcesi de Roma, pertanyent a la regió eclesiàstica Laci. Actualment està dirigida per l'administrador apostòlic cardenal Angelo De Donatis, tot i que el títol és del cardenal Giovanni Battista Re.

## Territori
A partir del 17 de juliol de 2012, els límits del bisbat d'Òstia van ser modificats en virtut del decret Quo aptius christifidelium de la Congregació per als bisbes. Com a conseqüència d'aquest decret, la diòcesi compren les següents parròquies:
- la parròquia de la catedral, la basílica di Sant'Aurea, oficiada pels Pares Agustinians
- la parròquia de San Carlo da Sezz
- la parròquia de Sant Timoteu
- la parròquia de Sant Agustí bisbe (instituïda el 2012)[1]

## Història
La diòcesi d'Òstia va ser erigida al segle iii. La seva sèrie episcopal s'inicià al 229. Sense comptar a san Ciríac, màrtir, i Màxim, el bisbe que, segons les actes de Sant Llorenç, consagrà el Papa Dionís I al 269, el primer bisbe conegut d'Òstia va ser un tal Màxim al 313. Segons una tradició del 336 i comentada per Agustí d'Hipona, el seu bisbe tenia el dret de consagrar el nou Papa. Fins al 707 els bisbes d'Òstia residien a Roma, amb l'ofici de Bibliothecarius Sanctae Ecclesiae.
Els papes, com a conseqüència d'haver-se d'ocupar de l'administració de l'Església universal, especialment de les legacions. Els bisbes d'Ostia es trobaven entre els que realitza les funcions pontificals durant la seu vacant i el que es va conèixer com a bisbes cardenals.
Entre els bisbes d'aquesta oficina cal esmentar: Giorgio al 755 acompanyà el papa Esteve II a França; Donat, que, a l866, va ser enviat a Constantinoble pel Papa Nicolau I per bregar amb el cas de Foci, però va ser detingut a la frontera romana d'Orient. Al 869, aquest Donato estava al capdavant de la legació enviada al Concili de Constantinoble i la de Bulgària. Altres bisbes van ser: el beat Gregori (1037); sant Pere Damià (1058); sant Geraldo (1072) i Odo de Lagery (1077, després Papa Urbà II), que va servir com un llegat en diverses ocasions i també va ser empresonat per Enric IV; Lleó Marsicano, també anomenat Ostiense (1101), el cronista; Lamberto Faganini (1117, després Papa Honori II); Alberic (1138), llegat a Terra Santa, on va presidir el Concili de Jerusalem, a Anglaterra i a França.
El 1150, el Papa Eugeni III establí que el bisbe d'Òstia fos el degà del Col·legi Cardenalici. Amb la mateixa data, la diòcesi d'Òstia, molt petita i gairebé despoblada, va ser unida a la de Velletri, que des de feia un segle era gestionada per un altre bisbe; però per respecte a la dignitat del cardenal degà, Eugeni III establí que el cardenal portés primer el títol d'Òstia i després el de Velletri.
Entre els bisbes posteriors a recordar estan Ubaldo Ullucingoli, Ugolino de'Conti di Segni, Rinaldo de'Conti, Pietro di Tarantasia O.P., el beat Latino Orsini, gran estadista i diplomàtic, Niccolò Boccasini, Niccolò Alberti, pacificador de la Toscana. Durant l'època dels Papes d'Avinyó, tots els bisbes d'Òstia van ser francesos residents a Avinyó o en servei com a llegats; el més famós de tots va ser Pierre d'Estaing (1373), que persuadí a Urbà V que tornés a Roma. Durant el Gran Cisma, cadascun dels papes rivals nominaren el seu propi bisbe d'Òstia. Entre els bisbes legítims trobem Guillaume d'Estouteville (1461), que construí el palau episcopal, Giuliano della Rovere, Alessandro Farnese, Gian Pietro Carafa, Alessandro Farnese el jove, qui restaurà la catedral, Antonio Maria Sauli, fundador d'un convent basilià, Bartolomeo Pacca o Ludovico Micara.
El 5 de maig de 1914, mitjançant el motu proprio Edita a Nobis, Pius X separà novament les diòcesis d'Òstia i Velletri, i establí la normativa que el cardenal nomenat Degà del Col·legi Cardenalici hauria d'unir la seu de la qual era titular amb la d'Òstia.
En 22 de maig de 1948, mitjançant el decret Perantiquae et illustris de la Congregació Consistorial, es redefiniren els límits amb la diòcesi de Roma, que va donar les parròquies de Sant Marti i Antoni de Castel di Decima, de San Michele arcangelo di Castel Romano, de Santa Maria del Soccorso de Castel Porziano i de Regina Pacis del Lido d'Òstia. En aquells moments, a la diòcesi d'Òstia només li quedà l'església catedral de Sant'Aurea, actual seu del títol suburbicari.
Després de la separació dels oficis realitzada per Joan XXIII entre cardenal titular i bisbe residencial a les seus suburbicàries (1962), la diòcesi d'Òstia té una situació canònica particular: el Papa nomena com a administrador apostòlic d'Òstia el cardenal vicari, mentre que el cardenal degà en conserva el títol.
El febrer de 1984, el Papa Joan Pau II restablí el capítol de canonges de la catedral d'Òstia, format per un degà i onze canonges.
En total, tretze cardenals titulars d'Òstia han estat triats Papa.

## Cronologia episcopal

### Bisbes d'Òstia
- San Ciriaco † (229 ? - 235 mort)
- Massimo I † (269 ?)
- Massimo II † (mencionat el 313)
- Anonimo † (mencionat el 336)
- Fiorenzo † (mencionat el 366)
- Bono † (mencionat el 487)
- Bellatore † (inicis de 494/495 - finals de 499)
- Aristo † (inicis de 501 - finals de 502)
- Glorioso (o Gloriano) † (mencionat el 594)
- Amabile † (mencionat el 649)
- Andrea † (inicis de 680 - finals de 685)
- Gregorio I † (mencionat el 707)
- Teodoro † (mencionat el 745)
- Giorgio † (inicis de 753 - finals de 769)
- Gregorio II † (mencionat el 787 vers)
- Bernardo † (mencionat el 804)
- Pietro I (?) † (mencionat el 805)
- Cesareo (o Cesare) † (inicis de 826 - vers 853 mort)
- Megisto (o Megezio) † (mencionat el 854)
- Donato † (inicis de 868 - finals de 870)
- Eugenio † (mencionat el 878)
- Stefano ? † (mencionat el 898)
- Guido † (mencionat el 900)
- Benigno ? † (mencionat el 946)
  - Sicone † (inicis de 960 - 963 o 964 deposto) (antibisbe)
  - Gregorio † (mencionat el 964) (antibisbe)
- Leone † (inicis de 969 - finals de 983)
- Azzone I † (mencionat el 996)
- Gregorio III † (mencionat el 998)
- Pietro II † (inicis de 1003 - 1005)
- Tiberio (o Gregorio) † (1005 - ?)
- Azzone II † (1012 o 1013 - inicis de desembre de 1021)
- Pietro † (inicis de 1026 - finals de 1036)
- Beat Gregorio V † (vers 1037 - 7 de maig de 1044 mort)
- Benedetto † (1044 - inicis de 1050)
- Giovanni I Adeodato[2] † (1050 - 1058)

### Bisbes d'Òstia amb jurisdicció sobre Velletri
- San Pier Damiani, O.S.B.Cam. † (14 de març de 1058 - vers 1066 dimití[3])
- San Geraldo, O.S.B.Clun. † (1067 - 6 de desembre de 1077 mort)
  - Giovanni II † (vers 1075) (antibisbe)
- Beat Oddone I di Lagery, O.S.B.Clun. † (1078 - 8 de març de 1088 elegit papa amb el nom d'Urbà II)
- Oddone II di Lagery, O.S.B.Clun. † (1088 - 1101 mort)
  - Giovanni II † (vers 1084 - finals de 1098) (pseudocardenal de l'antipapa Climent III)[4]
- Leone dei conti di Marsi, O.S.B. † (1101 - 22 de març de 1116 mort)
- Lamberto Scannabecchi, Can.Reg.Vienne † (1117 - 15 de desembre de 1124 elegit papa amb el nom d'Honori II)
- Pandolfo ? † (1124 - 1126)
- Vitale Giovanni, O.S.B.Cam. † (desembre de 1125 - 1133 mort)
- Pietro, O.S.B. † (1133 - 8 de març de 1134 mort)
- Drogon (o Drogone, o Dracon), O.S.B. † (1134 - 1138 mort)
- Alberico di Beauvais, O.S.B.Clun. † (1138 - 14 de maig de 1148 mort)
- Guido † (1148 o 1149 - 30 de gener de 1150 mort)

### Cardenals Bisbes suburbicaris d'Òstia i Velletri
- Hughes, O.Cist. † (1150 - 1 de desembre de 1158 mort)
- Ubaldo Allucingoli, O.Cist. † (de desembre de 1158 - 1 de setembre de 1181 elegit papa amb el nom de Luci III)
- Teodobaldo di Vermandois, O.S.B.Clun. † (1183 - 4 de novembe de 1188 mort)
- Ottaviano Poli dei conti di Segni † (22 de febrer de o 31 de març de 1189 - 5 d'abril de 1206 mort)
- Ugolino dei Conti di Segni † (1206 - 19 de març de 1227 elegit papa amb el nom de Gregori IX)
- Rinaldo dei Conti di Segni † (5 de setembre de 1231 o 21 d'octubre de 1232 - 12 de desembre de 1254 elegit papa amb el nom d'Alexandre IV)
- Enrico Bartolomei di Susa † (22 de maig de 1262 - 25 d'octubre de o 6 de novembe de 1271 mort)
- Pietro di Tarantasia, O.P. † (3 de juny de 1273 - 21 de gener de 1276 elegit papa amb el nom d'Innocenci V)
- Latino Malabranca Orsini, O.P. † (12 de març de 1278 - 19 de juliol de o 10 d'agost de 1294 mort)
- Ugo Aycelin de Billom, O.P. † (d'agost de 1294 - 30 de desembre de 1297 mort)
  - Leonardo Patrasso † (25 de febrer de 1298 - de febrer de 1299 dimití) (administrador apostòlic)
- Niccolò Boccasini, O.P. † (2 de març de 1300 - 22 d'octubre de 1303 elegit papa amb el nom de Benet XI)
- Niccolò Alberti, O.P. † (18 de desembre de 1303 - 1 d'abril de 1321 mort)
- Regnaud de la Porte † (1321 - de juliol de o d'agost de 1325 mort)
- Bertrand du Pouget † (18 de desembre de 1327 - 3 de febrer de 1352 mort)
- Etienne Aubert † (13 de febrer de 1352 - 18 de desembre de 1352 elegit papa amb el nom d'Inocenci VI)
- Pierre Bertrand il Giovane † (1353 - 13 de juliol de 1361 mort)
- Andoino Alberti † (1361 - 10 de maig de 1363 mort)
- Élias de Saint-Yrieux, O.S.B. † (1363 - 10 de maig de 1367 mort)
- Guillaume de la Sudrie, O.P. † (17 de setembre de 1367 - 28 de setembre de 1373 mort)
- Pierre d'Estaing, O.S.B. † (1373 - 18 o 25 de novembe de 1377 mort)
  - Bertrand Lagier, O.F.M. † (d'abril de 1378 - 8 o 18 de novembe de 1392 mort) (pseudocardenal de l'antipapa Climent VII)[5]
- Philippe d'Alençon † (1388 - 16 d'agost de 1397 mort)
  - Jean de Rochechouart † (de desembre de 1392 - 4 d'octubre de 1398 mort) (pseudocardenal de l'antipapa Climent VII)
- Angelo Acciaioli † (29 d'agost de 1397 - 31 de maig de 1408 mort)
  - Jean Franczon Allarmet de Brogny † (13 de juny de 1405 - 1415) (pseudocardenal dels antipapes Climent VII, Alexandre V i Joan XXIII)
- Jean Franczon Allarmet de Brogny † (1415 - 16 de febrer de 1426 mort) (com a cardenal del Papa Martí V)
  - Julián Lobera y Valtierra † (1409 ? - 16 d'agost de 1429 dimití) (pseudocardenal de l'antipapa Benet XIII)
- Antonio Correr, C.R.S.G.A. † (14 de març de 1431 - 19 de gener de 1445 mort)
- Juan de Cervantes † (27 de març de 1447 - 25 de novembe de 1453 mort)
- Giorgio Fieschi † (28 d'abril de 1455 - 11 d'octubre de 1461 mort)
- Guillaume d'Estouteville, O.S.B.Clun. † (26 d'octubre de 1461 - 22 de gener de 1483 mort)
- Giuliano della Rovere † (31 de gener de 1483 - 1 de novembe de 1503 elegit papa amb el nom de Juli II)
- Oliviero Carafa † (29 de novembe de 1503 - 20 de gener de 1511 mort)
- Raffaele Riario Sansoni † (20 de gener de 1511 - 9 de juliol de 1521 mort)
- Bernardino López de Carvajal y Sande † (24 de juliol de 1521 - 16 de desembre de 1523 mort)
- Francesco Soderini † (18 de desembre de 1523 - 17 de maig de 1524 mort)
- Niccolò Fieschi † (20 de maig de 1524 - 15 de juny de 1524 mort)
- Alessandro Farnese † (15 de juny de 1524 - 13 d'octubre de 1534 elegit papa amb el nom de Pau III)
- Giovanni Piccolomini † (26 de febrer de 1535 - 21 de novembe de 1537 mort)
- Giovanni Domenico De Cupis † (28 de novembe de 1537 - 10 de desembre de 1553 mort)
- Gian Pietro Carafa † (11 de desembre de 1553 - 23 de maig de 1555 elegit papa amb el nom de Pau IV)
- Jean du Bellay † (29 de maig de 1555 - 16 de febrer de 1560 mort)
- François de Tournon † (13 de març de 1560 - 22 d'abril de 1562 mort)
- Rodolfo Pio de Carpi † (18 de maig de 1562 - 2 de maig de 1564 mort)
- Francesco Pisani † (12 de maig de 1564 - 28 de juny de 1570 mort)
- Giovanni Girolamo Morone † (3 de juliol de 1570 - 1 de desembre de 1580 mort)
- Alessandro Farnese el Jove † (5 de desembre de 1580 - 2 de març de 1589 mort)
- Giovanni Antonio Serbelloni † (2 de març de 1589 - 18 de març de 1591 mort)
- Alfonso Gesualdo † (20 de març de 1591 - 14 de febrer de 1603 mort)
- Tolomeo Gallio † (19 de febrer de 1603 - 3 de febrer de 1607 mort)
- Domenico Pinelli † (7 de febrer de 1607 - 9 d'agost de 1611 mort)
- François de Joyeuse † (17 d'agost de 1611 - 23 d'agost de 1615 mort)
- Antonio Maria Galli † (16 de setembre de 1615 - 30 de març de 1620 mort)
- Antonio Maria Sauli † (6 d'abril de 1620 - 24 d'agost de 1623 mort)
- Francesco Maria Bourbon del Monte † (27 de setembre de 1623 - 27 d'agost de 1626 mort)
- Ottavio Bandini † (7 de setembre de 1626 - 1 d'agost de 1629 mort)
- Giovanni Battista Deti † (20 d'agost de 1629 - 13 de juliol de 1630 mort)
- Domenico Ginnasi † (15 de juliol de 1630 - 12 de març de 1639 mort)
- Carlo Emmanuele Pio di Savoia seniore † (28 de març de 1639 - 1 de juny de 1641 mort)
- Marcello Lante della Rovere † (1 de juliol de 1641 - 19 d'abril de 1652 mort)
- Giulio Roma † (29 d'abril de 1652 - 16 de setembre de 1652 mort)
- Carlo de' Medici † (23 de setembre de 1652 - 17 de juny de 1666 mort)
- Francesco Barberini seniore † (11 d'octubre de 1666 - 10 de desembre de 1679 mort)
- Cesare Facchinetti † (8 de gener de 1680 - 30 de gener de 1683 mort)
- Niccolò Albergati-Ludovisi † (15 de febrer de 1683 - 9 d'agost de 1687 mort)
- Alderano Cybo-Malaspina † (10 de novembe de 1687 - 22 de juliol de 1700 mort)
- Emanuele-Teodosio de La Tour d'Auvergne † (15 de desembre de 1700 - 2 de març de 1715 mort)
- Niccolò Acciaiuoli † (18 de març de 1715 - 23 de febrer de 1719 mort)
- Fulvio Astalli † (26 d'abril de 1719 - 14 de gener de 1721 mort)
- Sebastiano Antonio Tanara † (3 de març de 1721 - 5 de maig de 1724 mort)
- Francesco del Giudice † (12 de juny de 1724 - 10 d'octubre de 1725 mort)
- Fabrizio Paolucci † (19 de novembe de 1725 - 12 de juny de 1726 mort)
- Francesco Barberini el jove † (1 de juliol de 1726 - 17 d'agost de 1738 mort)
- Pietro Ottoboni † (3 de setembre de 1738 - 29 de febrer de 1740 mort)
- Tommaso Ruffo † (29 d'agost de 1740 - 16 de febrer de 1753 mort)
- Pier Luigi Carafa † (9 d'abril de 1753 - 15 de desembre de 1755 mort)
- Raniero d'Elci † (12 de gener de 1756 - 22 de juny de 1761 mort)
- Giuseppe Spinelli † (13 de juliol de 1761 - 12 d'abril de 1763 mort)
- Carlo Alberto Guidobono Cavalchini † (16 de maig de 1763 - 7 de març de 1774 mort)
- Fabrizio Serbelloni † (18 d'abril de 1774 - 7 de desembre de 1775 mort)
- Giovanni Francesco Albani † (18 de desembre de 1775 - 15 de setembre de 1803 mort)
- Henry Benedict Stuart † (26 de setembre de 1803 - 13 de juliol de 1807 mort)
- Leonardo Antonelli † (3 d'agost de 1807 - 23 de gener de 1811 mort)
- Alessandro Mattei † (26 de setembre de 1814 - 20 d'abril de 1820 mort)
- Giulio Maria della Somaglia † (29 de maig de 1820 - 2 d'abril de 1830 mort)
- Bartolomeo Pacca † (5 de juliol de 1830 - 19 d'abril de 1844 mort)
- Ludovico Micara, O.F.M.Cap. † (17 de juny de 1844 - 24 de maig de 1847 mort)
- Vincenzo Macchi † (11 de juny de 1847 - 30 de setembre de 1860 mort)
- Mario Mattei † (17 de desembre de 1860 - 7 d'octubre de 1870 mort)
- Costantino Patrizi Naro † (8 d'octubre de 1870 - 17 de desembre de 1876 mort)
- Luigi Amat di San Filippo e Sorso † (12 de març de 1877 - 30 de març de 1878 mort)
- Camillo Di Pietro † (15 de juliol de 1878 - 6 de març de 1884 mort)
- Carlo Sacconi † (24 de març de 1884 - 25 de febrer de 1889 mort)
- Raffaele Monaco La Valletta † (24 de maig de 1889 - 14 de juliol de 1896 mort)
- Luigi Oreglia di Santo Stefano † (30 de novembe de 1896 - 7 de desembre de 1913 mort)

### Cardenals Bisbes suburbicaris d'Òstia
- Serafino Vannutelli † (25 de maig de 1914 - 19 d'agost de 1915 mort)
- Vincenzo Vannutelli † (6 de desembre de 1915 - 9 de juliol de 1930 mort)
- Gennaro Granito Pignatelli di Belmonte † (9 de juliol de 1930 - 16 de febrer de 1948 mort)
- Francesco Marchetti Selvaggiani † (16 de febrer de 1948 - 13 de gener de 1951 mort)
- Eugène Tisserant † (13 de gener de 1951 - 17 de novembe de 1966 dimití)

### Cardenals Bisbes del títol suburbicari d'Òstia
- Eugène Tisserant † (17 de novembe de 1966 - 21 de febrer de 1972 mort)
- Amleto Giovanni Cicognani † (24 de març de 1972 - 17 de desembre de 1973 mort)
- Luigi Traglia † (7 de gener de 1974 - 22 de novembe de 1977 mort)
- Carlo Confalonieri † (12 de desembre de 1977 - 1 d'agost de 1986 mort)
- Agnelo Rossi † (19 de desembre de 1986 - 31 de maig de 1993 dimití)
- Bernardin Gantin † (5 de juny de 1993 - 30 de novembe de 2002 dimití)
- Joseph Ratzinger (30 de novembe de 2002 - 19 d'abril de 2005 elegit papa amb el nom de Benet XVI)
- Angelo Sodano, (30 d'abril de 2005 - 18 de gener de 2020 dimití)
- Giovanni Battista Re, des del 18 de gener de 2020

### Administradors apostòlics d'Òstia
- Luigi Traglia † (17 de novembe de 1966 - 9 de gener de 1968 dimití)
- Angelo Dell'Acqua † (9 de gener de 1968 - 27 d'agost de 1972 mort)
- Ugo Poletti † (13 d'octubre de 1972 - 17 de gener de 1991 dimití)
- Camillo Ruini (17 de gener de 1991 - 27 de juny de 2008 dimití)
- Agostino Vallini, (27 de juny de 2008 - 29 de juny de 2017 dimití)
- Angelo De Donatis, des del 29 de juny de 2017